# Dingles (warenhuis)

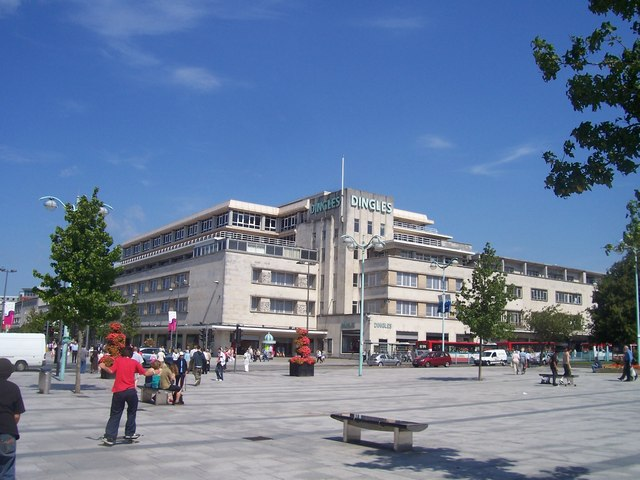
Het Dingles-warenhuis in Plymouth

E Dingle & Co was een warenhuisketen met zijn vlaggenschipwinkel in Plymouth, Engeland. Het maakt nu deel uit van de House of Fraser- groep.

## Geschiedenis
Edward Dingle opende in 1880 een textielwinkel in Bedford Street 30, Plymouth. Het jaar daarop werd het bedrijf uitgebreid en had het meer dan 27 werknemers. Een van zijn medewerkers, Tom Baker, werd zijn zwager toen hij met zijn zus trouwde, en hij werd partner in het bedrijf.
Tegen 1900 was de winkel uitgebreid met Bedford Street 29-31 en Cornwall Street 6. Het bedrijf groeide langzaam en in 1926 had het Bedford Road 28-31 en Cornwall Street 4-6 ingenomen. 

## Vanaf 1935
In 1935 werd E Dingle & Co geregistreerd als een besloten vennootschap en kocht het naastgelegen WJ Vickery & Co Ltd, een herenkledingzaak, gevestigd op Bedford Street 26-27. De broers Stanley en Ralph Vickery traden toe tot het bestuur van Dingles. Vóór het uitbreken van de Tweede Wereldoorlog breidde Dingles verder uit door het huurcontract van Bedford Street 32 over te nemen en exploiteerde het tachtig afdelingen met meer dan 500 medewerkers. Het bestuur wilde de winkel vervangen door nieuwbouw, maar door het uitbreken van de Tweede Wereldoorlog werd dit verhinderd.
Op 21 maart 1941 vielen Duitse bommen op het nabijgelegen warenhuis John Yeo, en de hierbij ontstane brand verspreidde zich. De winkel in Dingle brandde volledig uit, waarna het bedrijf een leegstaand pand in Plymouth huurde om zijn activiteiten voort te zetten. 
Na de oorlog kreeg het bedrijf in 1948 een locatie dicht bij hun oude pand als onderdeel van Patrick Abercrombie's wederopbouwplan voor Plymouth.  In 1949 werd begonnen met de bouw van een nieuwe winkel. Het nieuwe pand van Dingles werd geopend in september 1951 en werd het eerste nieuwe warenhuis dat sinds 1938 in Groot-Brittannië werd geopend. Het gebouw telde aanvankelijk vier verdiepingen en 13.750 m² aan winkelruimte. In het ontwerp was rekening gehouden met een uitbreiding van het warenhuis en in latere jaren werden er drie verkoopverdiepingen toegevoegd aan het warenhuis. 
In 1954 maakte het bedrijf een beursgang en in de jaren 1960 volgde een periode van aanzienlijke expansie, waarbij een aantal warenhuizen werd overgenomen. De eerste warenhuizen die in 1961 werden aangekocht waren filialen van de keten Hide & Co, Cox & Horder uit Falmouth, en de Hide & Co-winkel in Bridgwater. Later dat jaar werd  Hawke & Thomas uit Newquay overgenomen. 
Het naastgelegen Pophams in Plymouth werd in 1962 overgenomen. Criddle & Smith in Truro, John Polglase in Penzance en Barzillai Thomas in Helston werden in 1966 aan de groep toegevoegd. Tegen het einde van het decennium werden nog eens twee bedrijven in Newton Abbot overgenomen, Henry Warren & Son en William Badcock & Son.
Het expansieprogramma werd mogelijk gemaakt door sinds het einde van de Tweede Wereldoorlog elk jaar groeiende winsten, behalve in 1951.
In 1970 kocht E. Dingle & Co het oude warenhuis Jolly & Son in Bath, met vestigingen in Bristol en Cheltenham.
Een jaar later ondernam House of Fraser stappen om het bedrijf over te nemen. Als onderdeel van de gesprekken met de voorzitter van Dingles, Winston Brimacombe, beloofde House of Fraser dat het bedrijf zijn eigen identiteit zou behouden. Onder House of Fraser werd in 1975 een extra verdieping toegevoegd aan de winkel in Plymouth en werd een nieuwe divisie binnen de House of Fraser-groep gecreëerd onder de naam Dingles. De bestaande warenhuizen van House of Fraser in West Country, die waren overgenomen als onderdeel van de J.J. Allen-divisie, werden overgeheveld naar de nieuwe Dingles-groep, net als het warenhuis D.H. Evans in Londen en de twee warenhuizen van J.F. Rockhey in Devon, die overgenomen waren van Harrods in 1959. De Welshe winkels van Howells en David Evans werden onder het management van Dingles gebracht en toen House of Fraser in de jaren 1970 uitbreidde naar Zuid-Engeland, werden er nog meer winkels aan de Dingles-divisie toegevoegd door de overnames van Hide & Co. en Army &amp; Navy Stores.
In december 1988 verwoestte een brand de winkel in Plymouth, waarbij de bovenste helft van het gebouw werd verwoest. De vloeren werden vervangen voor een geschat bedrag van £ 13.200.000. Eveneens in 1988 werd de bedrijfsnaam van de Dingles-groep veranderd van E.J. Dingle & Co Ltd in House of Fraser (Twelve) Ltd, hoewel de winkels bleven handelen onder de naam Dingles.
In 2006 verdween de naam Dingles van de warenhuizen en werd vervangen door de nationale merknaam House of Fraser.